# Арханђел Самуил
Архангел Самуил, такође познат и као Архангел Ариел, је анђео заштитник музичара, песника, писаца, уметника - људи који имају таленат од Бога, или тенденцију да буду креативни. Верује се, такође, да често и радо помаже деци.